# Солтан-Алі Вазір Афхам
Солтан-Алі Вазір Афхам (перс. سلطان علي خان وزير افخم; 13 грудня 1862 — 13 липня 1914) — перський політичний діяч, міністр закордонних справ і прем'єр-міністр країни після смерті його попередника, Мірзи Насралла Хана, за нез'ясованих обставин.